# Epimadiza rugosa
Epimadiza rugosa är en tvåvingeart som först beskrevs av Meijere 1906.  Epimadiza rugosa ingår i släktet Epimadiza och familjen fritflugor. Inga underarter finns listade i Catalogue of Life.